# Etihad Airways
Az Etihad Airways (arabul: شَرِكَة ٱلْاِتِّحَاد لِلطَّيْرَان) az Egyesült Arab Emírségek két nemzeti légitársaságának egyike (a másik az Emirates). Székhelye Abu-Dzabiban, Khalifa Cityben található, az Abu-Dzhabi nemzetközi repülőtér közelében. Az Etihad 2003 novemberében kezdte meg működését. Az Emirates után ez a második legnagyobb légitársaság az Egyesült Arab Emírségekben. Az Etihad név arabul „Uniót” jelent.
A légitársaság heti több mint 1000 járatot üzemeltet több mint 120 közel-keleti, afrikai, európai, ázsiai, ausztráliai és észak-amerikai utas- és teherszállító célállomásra, közel száz darabos Airbus és Boeing repülőgépből álló flottával. 2015-ben az Etihad 14,8 millió utast szállított, ami 22,3%-os növekedést jelent az előző évhez képest, 9,02 milliárd dolláros bevételt és 103 millió dolláros nettó nyereséget eredményezett. Fő bázisa az Abu-Dzabi nemzetközi repülőtér.
Az Etihad a személyszállítási alaptevékenysége mellett az Etihad Holidays és az Etihad Cargo társaságokat is üzemelteti. Az Etihad 2015 októberében hozta létre légiszövetségét, az Etihad Airways Partners-t, amely 2018-ban feloszlott, miután több tagja pénzügyi nehézségekbe került. Az Etihad Airways kisebbségi részesedéssel rendelkezik a részt vevő légitársaságokban, valamint részesedéssel rendelkezett a Virgin Australia légitársaságban, egészen annak 2020 áprilisában bekövetkező fizetésképtelenségéig, a befektetés megtérülése nélkül. E légitársaságok számára a foglalások egy hálózatba tömörültek.

## Története
Az Etihad Airways, mint az Egyesült Arab Emirátusok alapítását Khalifa bin Zayed Al Nahyan sejk által 2003 júliusában kiadott királyi rendelete (Amiri) tartalmazza. A társaság kezdőtőkéje 500 millió AED volt. 2003. november 5-én indította szolgáltatását Al Ain városba tartó ünnepi járattal. November 12-én indította közforgalmú járatát Bejrútba, majd ezt követően a polgári repülés egyik legdinamikusabban fejlődő légitársaságává nőtte ki magát.
2004 júniusában egy 8 milliárd US dollár megrendelést adott le öt Boeing 777-300ER és 24 Airbus A380-800 típusú gépekre. Az Etihad Farnboroughi Nemzetközi Légi bemutatón jelentette be a polgári repülés egyik legnagyobb rendelését 2008-ban, amely 205 gépre való igényét tartalmazta.
2010 júliusától bázisállomásáról, Abu Dhabiból világszerte 64 célállomásra indít járatokat. 2008-ban az Etihad utasainak száma több mint 6 millióra nőtt a 2007-ben összesített adatok szerinti 4,6 millióról. 2009-ben a gépek ülőhelyfoglaltsága 74%-os volt, - erősen tartotta a 2008-as szintet.

## Flotta

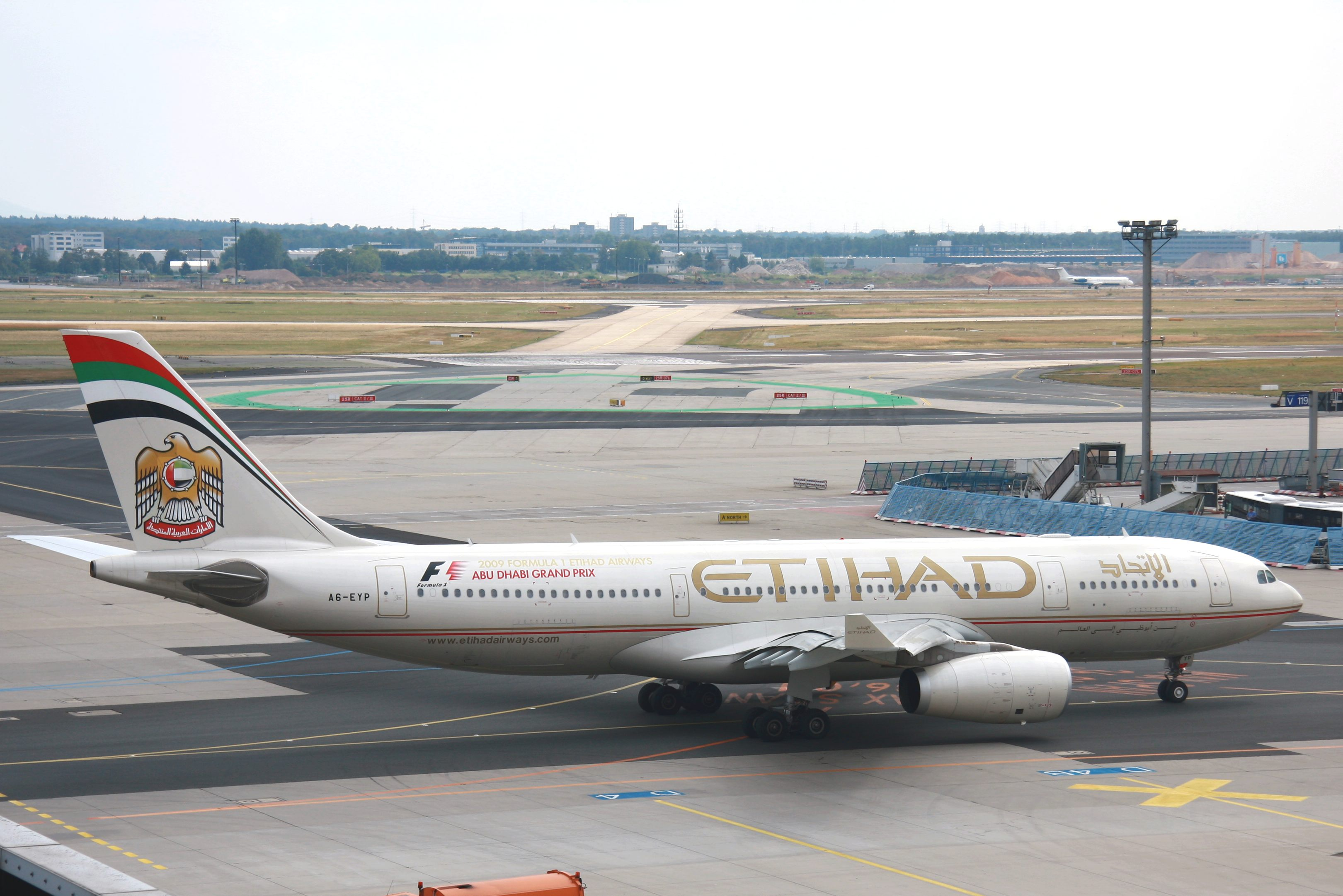
Airbus A330-200 gurulás közben a Frankfurti Repülőtér kifutópályáján

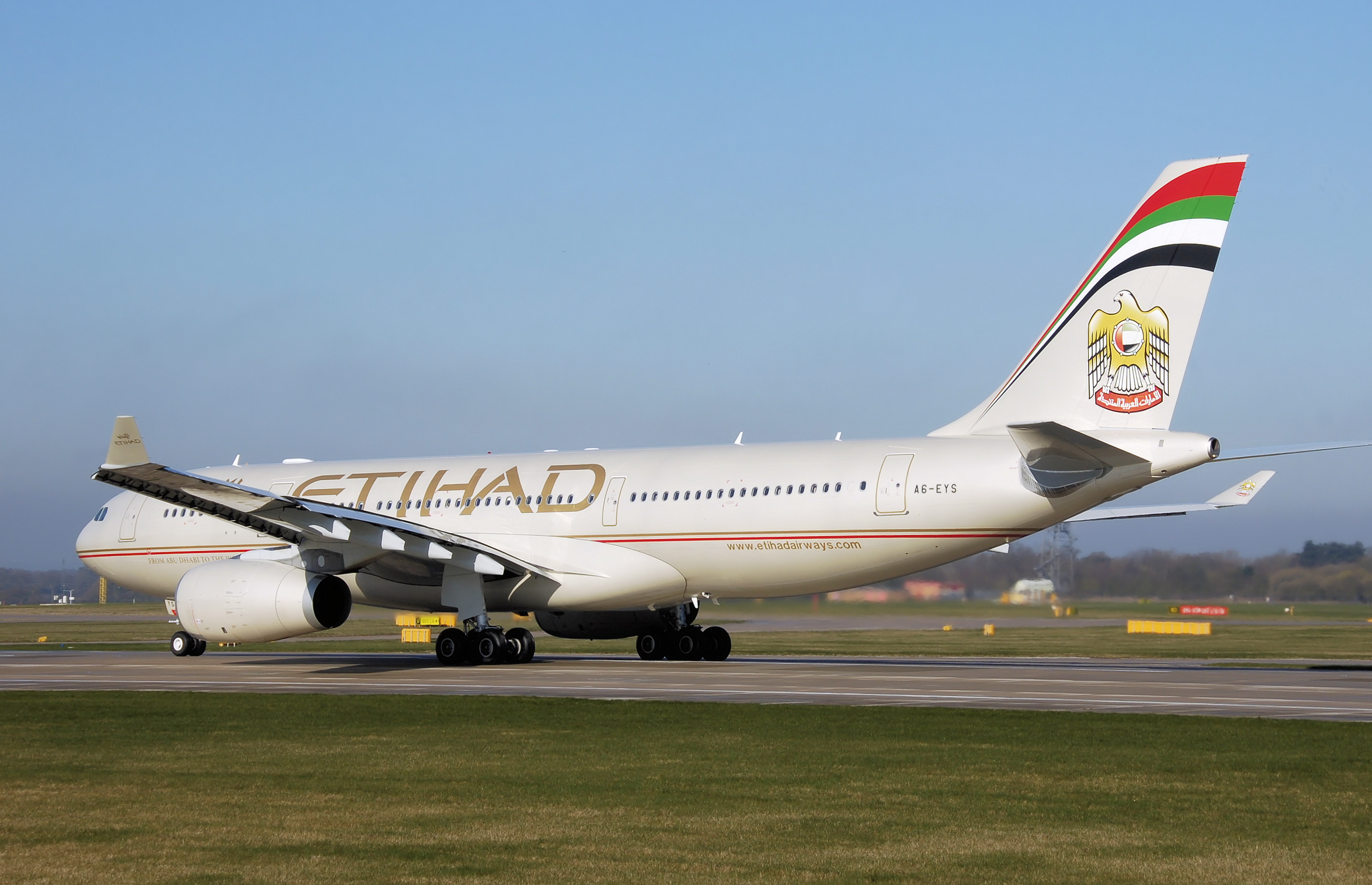
Airbus A330-200 felszállásra készen a Manchesteri Repülőtéren. 2010 június óta ezt a járatot a Boeing 777-300ER látja el.

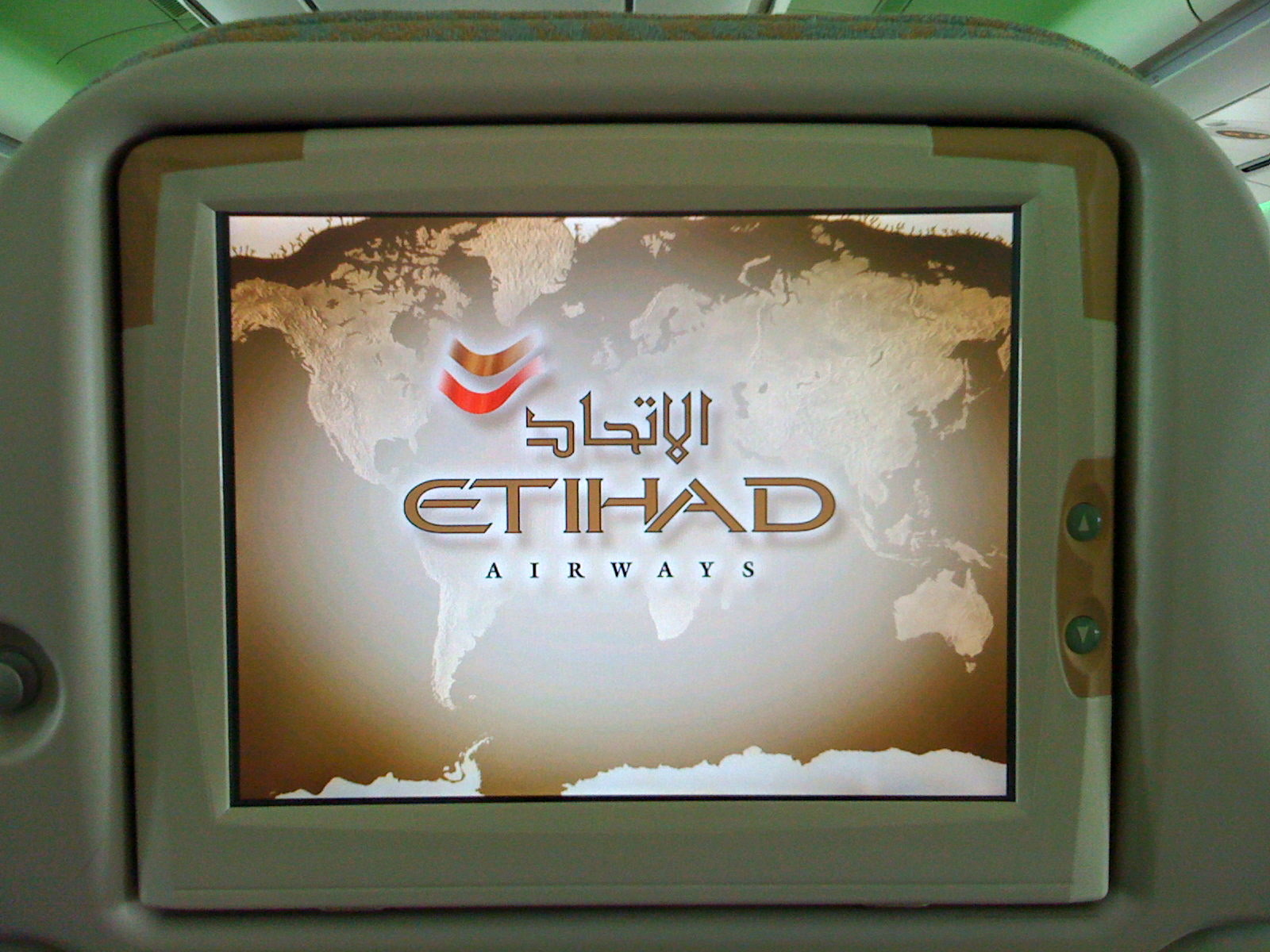
Ülésbe épített monitor az utastérben

| Típus               | Szolgálatban | Rendelések | Utasok | Utasok | Utasok | Utasok | Utasok | Megjegyzések                                                         |
| Típus               | Szolgálatban | Rendelések | R      | F      | B      | E      | Összes | Megjegyzések                                                         |
| ------------------- | ------------ | ---------- | ------ | ------ | ------ | ------ | ------ | -------------------------------------------------------------------- |
| Airbus A320-200     | 14           | —          | —      | —      | 16     | 120    | 136    | Az egyiket a szudáni kormány bérli.                                  |
| Airbus A321-200     | 9            | —          | —      | —      | 8      | 188    | 196    |                                                                      |
| Airbus A321neo      | —            | 26         | TBA    | TBA    | TBA    | TBA    | TBA    |                                                                      |
| Airbus A350-1000    | 5            | 15         | —      | —      | 44     | 327    | 371    | 12 repülőgép üzembe helyezése 2023-ig. A Boeing 777-300ER leváltása. |
| Boeing 777-300ER    | 7            | —          | —      | 8      | 40     | 280    | 328    | Kivonásra kerül, és helyébe Airbus A350-1000-es típus lép.           |
| Boeing 777-300ER    | 7            | —          | —      | —      | 40     | 330    | 370    | Kivonásra kerül, és helyébe Airbus A350-1000-es típus lép.           |
| Boeing 777-300ER    | 7            | —          | —      | —      | 28     | 374    | 402    | Kivonásra kerül, és helyébe Airbus A350-1000-es típus lép.           |
| Boeing 777-9        | —            | 6          | TBA    | TBA    | TBA    | TBA    | TBA    |                                                                      |
| Boeing 787-9        | 30           | 11         | —      | 8      | 28     | 199    | 235    |                                                                      |
| Boeing 787-9        | 30           | 11         | —      | —      | 28     | 271    | 299    |                                                                      |
| Boeing 787-10       | 9            | 21         | —      | —      | 32     | 304    | 336    |                                                                      |
| Etihad Cargo flotta |              |            |        |        |        |        |        |                                                                      |
| Airbus A350F        | —            | 7          | Cargo  | Cargo  | Cargo  | Cargo  | Cargo  | [ 8 ]                                                                |
| Boeing 777F         | 5            | —          | Cargo  | Cargo  | Cargo  | Cargo  | Cargo  |                                                                      |
| Összesen            | 79           | 86         |        |        |        |        |        |                                                                      |

## Codeshare partnerek
| - Aer Arann - Air Malta - Alitalia (ST) - All Nippon Airways (SA) - American Airlines (OW) - Asiana Airlines (SA) | - Bangkok Airways - BMI (SA) - Brussels Airlines (SA) - Cyprus Airways - Flybe - Jet Airways | - Kuwait Airways - Malaysia Airlines - Malév Hungarian Airlines (OW) - Middle East Airlines - Olympic Air - Pacific Blue Airlines | - Royal Air Maroc - SriLankan Airlines - S7 Airlines (OW) - Turkish Airlines (SA) - Ukraine International Airlines - V Australia | - Virgin Blue - Yemenia |

ST = SkyTeam, SA = Star Alliance, OW = Oneworld

## Balesetek
Az Etihad történetében eddig még nem volt halálos kimenetű vagy súlyos baleset.
2007. november 15-én egy Airbus A340-600 típusú gép tesztelés közben belerohant egy betonból készült sugárvédő pajzsba a francia Toulouse-Blagnaci repülőtéren. Ez annak tudható be, hogy a műszaki vizsgáztatást végző személyzet nem követte a megfelelő vizsgálati utasításokat; mind a négy hajtóművet maximális tolóerőre állították, ugyanakkor a kerekek nem voltak ékekkel kitámasztva. Öten megsérültek, a gépet pedig kivonták a forgalomból.

## Lásd még
- Gulf Air
- Emirates
- Qatar Airways

## Fordítás
- Ez a szócikk részben vagy egészben  az   Etihad Airways című angol Wikipédia-szócikk fordításán alapul.  Az eredeti cikk szerkesztőit annak laptörténete sorolja fel. Ez a jelzés csupán a megfogalmazás eredetét és a szerzői jogokat jelzi, nem szolgál a cikkben szereplő információk forrásmegjelöléseként.